# Eudorylas boliviensis
Eudorylas boliviensis är en tvåvingeart som beskrevs av José Albertino Rafael 1991. Eudorylas boliviensis ingår i släktet Eudorylas och familjen ögonflugor.
Artens utbredningsområde är Bolivia. Inga underarter finns listade i Catalogue of Life.